# Port de Pusan
Le port de Pusan, en coréen : 부산항, est un port situé à Pusan en Corée du Sud.
C'est le cinquième port mondial en trafic de conteneurs. 
Pusan (부산, 釜山 en caractères chinois, littéralement : montagne-chaudron) est une importante ville portuaire de Corée du Sud, qui compte plus de 3 700 000 habitants.